# Свидерский, Валентин Иванович
Валентин Иванович Свиде́рский (1902 — 1973) — советский театральный актёр, играл в основном в опереттах, благодаря хорошей вокальной школе обладал приятным баритоном.

## Биография
Родился в Киеве (ныне Украина). В 1925 года — 1932 годах учился в ЛГК имени Н. А. Римского-Корсакова. Работал в Ленинградском театре музыкальной комедии с 1 января 1931 года (тогда — Театр Музыкальной комедии Горнардома) по 1 октября 1964 года. Сценическое амплуа — «простак». В конце жизни актёр играл каскадные роли.
В свои лучшие годы был настоящим кумиром публики. Его мягкий баритон, несмотря на хорошую вокальную школу, всё-таки рано потерял необходимую для героических партий звучность. Лучше всего ему давались роли простаков со свойственной ему актёрской индивидуальностью, неплохой внешностью, сценическим обаянием, музыкальностью, весёлостью. При этом Валентин владел искусством танца и умел даже вне танца вложить в музыку свой жест или шаг.
Во время блокады Ленинграда продолжал работать на сцене театра музкомедии.

## Театральные работы
- 1934 — «Ледяной дом» К. Я. Листова — Зуда (именно в этой роли он выдвинулся на сцене; критика, говоря о неудаче спектакля в целом, отмечала успех комической пары Груни (Болдырева) и Зуды).
- 1937 — «Дочь тамбурмажора» Ж. Оффенбаха — Роббер (эта роль заслуженно принесла ему настоящий вокальный успех; в этой постановке он был единственным, кто, по мнению критиков, полностью удовлетворял требованиям к вокалу).
- 1938 — «Сотый тигр» Б. А. Александрова — пограничник Алексей
- 1940 — «Баядера» И. Кальмана — Наполеон
- 1942 — «Раскинулось море широко» — Жора (обаятельный балагур, член экипажа катера «Орлёнок»). Его номер об Одессе неизменно бисировался.
- 1942 — «Летучая мышь» И. Штрауса — Фальк (в его исполнении Фальк был очень «венским»).
- 1944 — «Фиалка Монмартра» И. Кальмана — Флоримон
- 1945 — «Нищий студент» К. Миллёкера; Сирень-черёмуха» В. В. Желобинского; «Девичий переполох» Ю. С. Милютина — скоморох Бессомыка.
- 1947 — «Одиннадцать неизвестных» Н. В. Богословского — Алексей Комаров, капитан советской футбольной команды; «Роза ветров» Б. А. Мокроусова — матрос Платон Посошков
- 1948 — «Вольный ветер» И. О.Дунаевского — Микки (здесь ему удалось показать движение образа: парень из народа попадает в классово чуждое окружение, но вовремя находит своё настоящее место).